# Father of the Bride (film, 2022)
Pour les articles homonymes, voir Le Père de la mariée.
Pour plus de détails, voir Fiche technique et Distribution.
Father of the Bride est un film américain réalisé par Gary Alazraki et sorti en 2022. Il s'agit d'une adaptation du roman du même nom d'Edward Streeter (en) paru en 1949. Il avait déjà été adapté au cinéma dans Le Père de la mariée (1950) de Vincente Minnelli et Le Père de la mariée (1991) de Charles Shyer.
Cette nouvelle version est principalement diffusée sur des plateformes de vidéo à la demande. En France, le film est diffusé sur Canal+.

## Synopsis
Billy Herrera est un célèbre architecte cubano-américain. Il vit à Miami avec sa femme Ingrid. Ils ont deux filles : Sofia (fraichement diplômée en droit) et Cora, une créatrice de mode assez rebelle. Devant leur conseiller conjugal, Ingrid dit à Billy qu'elle en a assez de son attitude de bourreau de travail et qu'elle veut divorcer. Leur conseiller leur dit d'en parler à leurs filles le plus vite possible. Alors qu'Ingrid veut l'annoncer plus tard dans la journée, Sofia annonce à ses parents qu'elle va épouser son collègue avocat Adan Castillo dans seulement un mois. Billy et Ingrid acceptent donc de garder leur divorce secret jusqu'après le mariage. Par ailleurs, Billy est très hésitant quant à cette union et au désir de sa fille de déménager au Mexique avec Adan, pour travailler dans une organisation à but non lucratif, au lieu de rester aux États-Unis.

## Fiche technique
Sauf indication contraire, les informations mentionnées dans cette section peuvent être confirmées par la base de données cinématographiques IMDb,  présente dans la section « Liens externes ».
- Titre original : Father of the Bride
- Réalisation : Gary Alazraki
- Scénario : Matt Lopez, d'après le roman Father of the Bride d'Edward Streeter (en)
- Musique : Terence Blanchard
- Décors : Kim Jennings
- Costumes : Caroline Eselin
- Photographie : Igor Jadue-Lillo
- Montage : Jon Poll
- Production : Dede Gardner, Jeremy Kleiner et Paul Perez

Producteurs délégués : Jesse Ehrman, Andy García, Ted Gidlow et Brad Pitt
Coproductrice : Rebeca Leon
- Sociétés de production : Plan B Entertainment et Warner Bros.
- Sociétés de distribution : Canal+ (France), HBO Max (États-Unis)
- Budget : n/a
- Pays de production :  États-Unis
- Langue originale : anglais
- Format : couleur - son Dolby Digital
- Genre : comédie romantique
- Durée : 118 minutes
- Dates de sortie[1] :
  - États-Unis, Canada : 16 juin 2022 (vidéo à la demande)
  - France : 8 février 2023 (1re diffusion sur Canal+)
- Classification[2] :
  - États-Unis : PG-13
  - France : interdit aux moins de XX ans

## Distribution
- Andy García (VF : Bernard Gabay) : Billy Herrera
- Gloria Estefan (VF : Marie-Ève Dufresne) : Ingrid Herrera 
  - Emily Estefan (en) : Ingrid Herrera, jeune
- Adria Arjona (VF : Claire Morin) : Sofia Herrera
- Isabela Moner : Cora Herrera
- Diego Boneta (VF : Julien Allouf) : Adan Castillo
- Chloe Fineman (VF : Edwige Lemoine) : Natalie Vance
- Casey Thomas Brown (VF : Glen Hervé) : Kyler
- Pedro Damián : Hernan Castillo
- Ana Fabrega (en) : Vanessa
- Enrique Murciano (VF : Yann Guillemot) : Junior
- Laura Harring : Marcela Castillo
- Ruben Rabasa (VF : Patrice Dozier) : Tio Walter
- Marta Velasco (VF : Colette Venhard) : Caridad « Chi Chi » Gonzalez
- Macarena Achaga (VF : Marion Gress) : Julieta Castillo
- Matt Walsh (VF : Mario Bastelica) : Dr Gary Saeger

 Source et légende : version française (VF) sur RS Doublage

## Production
En septembre 2020, une nouvelle adaptation du roman Father of the Bride d'Edward Streeter (en) est annoncée, cette fois centrée sur des Américano-cubains. Le projet est développé par Warner Bros. avec un script signé Matt Lopez. En février 2021, Gary Alazraki (en) est annoncé comme réalisateur.
En mars 2021, Andy García est annoncé dans le rôle-titre. Il est rejoint le mois suivant par Adria Arjona, Gloria Estefan, Isabela Merced. En mai, c'est au tour de Diego Boneta, Enrique Murciano et Macarena Achaga de rejoindre le film,,,,,.
En juin 2021, Chloe Fineman et Ana Fabrega rejoignent le film. Il est alors précisé que le film sera diffusé sur HBO Max,.
Le tournage débute le 22 juin 2021. Il se déroule principalement à Atlanta. Quelques séquences sont tournées à Miami.

## Sortie et accueil
Le film reçoit des critiques plutôt positives. Sur l’agrégateur de critiques Rotten Tomatoes, il obtient 80% d'avis favorables pour 54 critiques et une note moyenne de 6,6⁄10. Le consensus suivant résume les critiques compilées par le site : « Ce Father of the Bride est loin d'être le premier à faire un voyage dans l'allée, mais il s'écarte intelligemment de ses prédécesseurs tout en réaffirmant le charme intemporel de l'histoire ». Sur Metacritic, il obtient une note moyenne de 65⁄100 pour 13 critiques.
Chaïma Tounsi-Chaïbdraa du site français AlloCiné écrit une critique globalement positive : « Father of the Bride nous parle avant tout de tradition et de l’évolution des mœurs avec une réelle authenticité, sans jamais être trop lourds et sans jamais nous servir de scènes trop gênantes (et c’est bien le problème des comédies américaines actuelles). » Elle décrit cette nouvelle adaptation comme « plus émouvante que les précédentes » tout en regrettant « la pauvreté du décor. Si l’action se déroule à Miami, les acteurs ont tourné à Atlanta et cela se ressent avec l’utilisation de fonds verts dont on se serait bien passé ».